# الكسيبة (حلوى)
الكسَيْبة هي نوع من أنواع الحلوى تؤكل بجانب التمور أو التين المجفف حسب الرغبة، وطعمها مر خفيف فقط ولكنه مستساغ.

## صناعة الكسيبة
والكسيبة عبارة عن عجينة سمراء تنتج عن السمسم بعد طحنه لإنتاج «السيرج» (زيت السمسم) وتنتج أيضا كناتج ثانوي من مصانع الطحينة والحلاوة السكرية.
بعد الحصول على الطحينة تبدأ عملية صناعة الكسبة، حيث توضع كمية من الطحينة داخل العجانة، ويضاف إليها كمية من الماء ضمن نسب معينة، لتبدأ بعدها عملية خلط الماء بالطحينة، لتشرب الطحينة بالماء وتطرد الزيت الذي تحتويه والذي يطلق عليه السيرج، لينتج من هذه العملية زيت السيرج الذي يعبَّأ بزجاجات بلاستيكية.

## منشأ الكسيبة
نشأت حلوى الكسيبة في منطقة بلاد الشام عموماً ومنطقة الساحل خصوصاً في مدن أهمها اللاذقية في سوريا حيث تعتبر واحدة من المكونات الهامة على المائدة الرمضانية التي يقبل عليها أهالي اللاذقية كوجبة حلويات رئيسية بعد الإفطار بتناولها مع التمر أو التين المجفف وفي مدينة الخليل في فلسطين 
ومدينة رشيد بمصر 
التي تعتبر عند البعض وجبتهم المفضلة التي يبدأون يومهم بها وتسمى الكُسبة بضم الكاف.

## فوائد الكسيبة
تناولها يساعد على تحمل المشقة والتعب طوال النهار؛ وذلك لما تحتويه من فائدة وعناصر طبيعية، أن أكثر من يقبل عليها هم الصائمون، إذ أنها تُطرّي بلعوم الصائم و تخفّف آثار العطش، وأيضاً لها فوائد على معدة الصائمين، كذلك تساهم بإيقاف حالات الإمساك، فضلاً عن كونها غنية بالبروتين النباتي وفيتامين C.